# Herbert Kleine

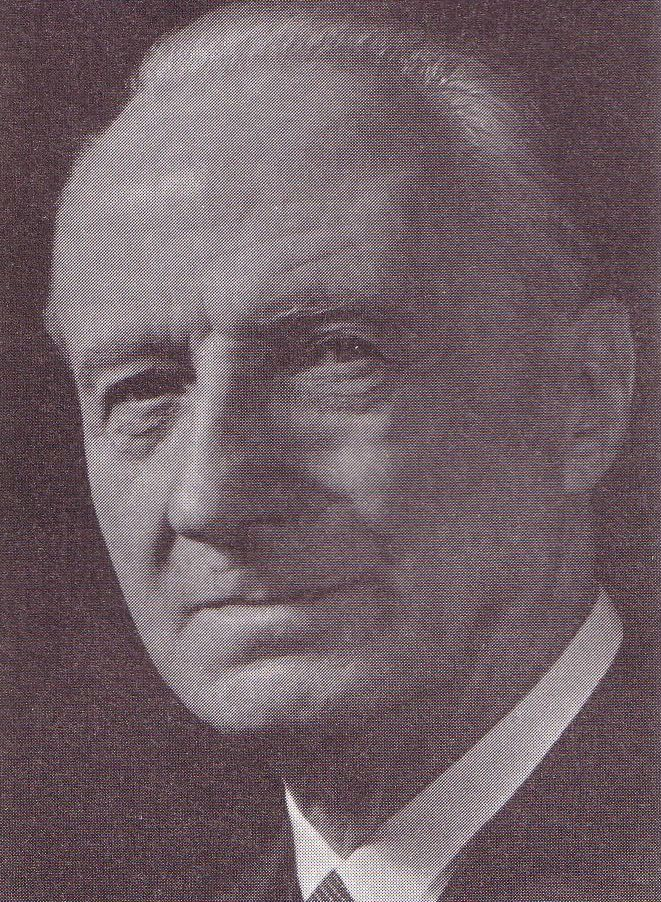
Herbert Kleine

Herbert Kleine (* 20. August 1887 in Heegermühle, Brandenburg; † 24. Februar 1978 in Hannover) war ein deutscher Verwaltungsjurist.

## Leben
Schon als Schüler des Wilhelms-Gymnasiums in Eberswalde war Kleine oft in Ostpreußen, woher seine Mutter stammte. So ging er nach dem Abitur 1906 nach Königsberg und studierte Rechtswissenschaft und Staatswissenschaften an der Albertus-Universität. Seine Schwester war mit einem Alten Herren des Corps Masovia verheiratet. Im Sommersemester 1906 wurde er Mitglied im Corps seines Schwagers. 1909 bestand er das Referendarexamen. 1910 meldete er sich als Einjährig-Freiwilliger zum Hannoverschen Jäger-Bataillon Nr. 10, bei dem er 1913 Leutnant der Reserve wurde. Nachdem er 1914 noch das Assessorexamen gemacht hatte, nahm er am ganzen Ersten Weltkrieg teil und kämpfte als Kompanieführer, Regimentsadjutant und Stabsoffizier auf fast allen östlichen Kriegsschauplätzen, so auch in Galizien und Mazedonien.

### Weimarer Republik
1919 wurde er als Regierungsassessor in die innere Verwaltung des Freistaats Preußen übernommen. Im selben Jahr heiratete er Emma Oesterreich († 1946) vom Nachbargut seines Schwagers. Mit ihr hatte er vier Söhne. Seit 1922 Regierungsrat, wurde er beim Oberpräsidium der Provinz Ostpreußen, im Regierungsbezirk Königsberg und im Regierungsbezirk Allenstein eingesetzt. 
Am 1. April 1925 kommissarisch und im August 1925 endgültig wurde er zum Landrat des westpreußischen Kreises Rosenberg gewählt. Die folgenden Jahre waren für Kleine auch deshalb bedeutsam, weil er die vertrauensvolle Zuneigung des Reichspräsidenten Paul von Hindenburg genoss, dessen Gut Neudeck im Kreis Rosenberg lag.

### Zeit des Nationalsozialismus
Zum 1. Juli 1933 trat er der SS bei (SS-Nummer 247.593), 1935 hatte er den Rang eines Oberscharführers inne. Nachdem Hindenburg 1934 gestorben war, wurde Kleine im Mai 1935 in den einstweiligen Ruhestand versetzt. Den Posten übernahm ein Kreisleiter der NSDAP. Im Juli 1935 wurde Kleine an das Polizeipräsidium in Berlin überwiesen.
1938 kam er als Regierungsdirektor und Leiter der wehrwirtschaftlichen Abteilung an das Oberpräsidium der Provinz Brandenburg. 1939 wurde er ins Reichswirtschaftsministerium versetzt und zum Ministerialrat ernannt.
Im Zweiten Weltkrieg wurde Kleine wieder Soldat. 1942/43 war er auf der Krim, im Kaukasus und in der Ukraine. Im September 1943 kam er als Bataillonskommandeur, Festungskommandant und Oberstleutnant nach Frankreich. Als solcher kam er bei Kriegsende bis 1946 in US-amerikanische Kriegsgefangenschaft. Über seine Entnazifizierung ist nichts bekannt. 

### Hannover
1945 mit 58 Jahren aus dem Staatsdienst ausgeschieden, wurde er 1948 stellvertretender Geschäftsführer des Landvolks Niedersachsen in Hannover. Seinen juristischen Aufgaben ging er bis zum 85. Geburtstag nach. Er hinterließ seine zweite Frau Suzanne geb. de Marné, die er 1947 nach dem Tod seiner ersten Frau geheiratet hatte.

## Auszeichnungen im Ersten Weltkrieg
- Eisernes Kreuz (1914) II. und I. Klasse
- Österreichisches Militärverdienstkreuz III. Klasse mit der Kriegsdekoration
- Eiserner Halbmond
- Bulgarischer Militärorden für Tapferkeit IV. Klasse, 2. Stufe